# Fu Manchu (zespół muzyczny)
Fu Manchu – kalifornijski zespół muzyczny wykonujący muzykę głównie z gatunku stoner rock.

## Historia
Formacja powstała w 1985 roku jako Virulence. Pierwszy skład tworzyło czterech muzyków: perkusista – Ruben Romano, gitarzysta – Scott Hill, basista – Mark Abshire, oraz wokalista – Ken Pucci. Pod szyldem Virulence grupa wykonywała muzykę z gatunku hardcore punk.
W 1990 zespół zmienił nazwę na Fu Manchu. Jest ona inspirowana fikcyjną postacią Doktora Fu Manchu.
Po paru zmianach personalnych obowiązki wokalisty przejął Scott Hill. W 1994 roku grupa, za pośrednictwem niezależnej wytwórni Bong Load Custom Records, wydała swój pierwszy album studyjny – No One Rides for Free. Po jego wydaniu do zespołu dołączył basista Brad Davis.
W 1995 roku ukazał się drugi album grupy. Wydawnictwo zatytułowane Daredevil zapewniło (dzięki trasie koncertowej na którą Fu Manchu wyruszyło z zespołem Monster Magnet) grupie szerszy rozgłos. Rok później ukazał się kolejny album Fu Manchu – In Search Of.... Niedługo po jego wydaniu do składu dołączył były perkusista grupy Kyuss – Brant Bjork, oraz giatrzysta Bob Balch.
W tym składzie zespół wydał cztey albumy – The Action Is Go (1997), Godzilla's/Eatin' Dust (1999), King of the Road (2000), California Crossing (2001).
California Crossing to ostatni album Fu Manchu, w nagrywaniu którego uczestniczył Brant Bjork. Jego miejsce zajął Scott Reeder. W składzie Reeder, Balch, Davis, Hill zespół funkcjonuje do dziś.
Kolejne lata przyniosły następujące wydawnictwa: Start the Machine (2004), We Must Obey (2007), oraz Signs of Infinite Power (2009)
Druga dekada XXI wieku przyniosła kolejne albumy grupy: Gigantoid (2014), oraz Clone of the Universe (2018). Ten ostatni zamyka dotychczasową dyskografię Fu Manchu.

## Dyskografia[2]

### Albumy studyjne
- No One Rides for Free (1994)
- Daredevil (1995)
- In Search Of... (1996)
- The Action Is Go (1997)
- Godzilla's/Eatin' Dust (1999)
- King of the Road (2000)
- California Crossing (2001)
- Start the Machine (2004)
- We Must Obey (2007)
- Signs of Infinite Power (2009)
- Gigantoid (2014)
- Clone of the Universe (2018)

### Single i minialbumy
- Kept Between Trees (1990)
- Senioritis  (1992)
- Pick-Up Summer  (1992)
- Don’t Bother Knockin’ (If This Van’s Rockin)  (1992)
- Missing Link  (1996)
- Asphalt Risin’  (1996)
- Godzilla  (1997)
- Jailbreak  (1998)
- Eatin’ Dust”  (1999)
- Ride To Live (Live To Ride)  (2001)
- Something Beyond  (2003)
- Hung Out to Dry  (2006)
- Knew It All Along  (2007)
- Beach Blanket Bongout (2009)
- Slow Ride / Future Transmitter  (2016)

### Kompilacje i albumy koncertowe
- Return to Earth 91-93  (1998)
- Go for It... Live!  (2003)